# Etiópia az 1972. évi nyári olimpiai játékokon
Etiópia az NSZK-beli Münchenben megrendezett 1972. évi nyári olimpiai játékok egyik részt vevő nemzete volt. Az országot az olimpián 3 sportágban 31 sportoló képviselte, akik összesen 2 érmet szereztek.

## Érmesek
| Érem  | Versenyző     | Sportág  | Versenyszám    |
| ----- | ------------- | -------- | -------------- |
| Bronz | Miruts Yifter | Atlétika | Férfi 10 000 m |
| Bronz | Mamo Wolde    | Atlétika | Férfi maraton  |

## Atlétika
Férfi
| Versenyző                                                       | Versenyszám     | Előfutam      | Előfutam      | Előfutam      | Negyeddöntő | Negyeddöntő | Negyeddöntő | Elődöntő | Elődöntő | Elődöntő | Döntő    | Döntő    |
| Versenyző                                                       | Versenyszám     | Idő           | Hely.         | Össz.         | Idő         | Hely.       | Össz.       | Idő      | Hely.    | Össz.    | Idő      | Helyezés |
| --------------------------------------------------------------- | --------------- | ------------- | ------------- | ------------- | ----------- | ----------- | ----------- | -------- | -------- | -------- | -------- | -------- |
| Egzi Gebre-Gebre                                                | 100 m           | 10,89         | 6.            | 62.**         | kiesett     | kiesett     | kiesett     | kiesett  | kiesett  | kiesett  | kiesett  | kiesett  |
| Solomon Belaye                                                  | 200 m           | 21,73         | 6.            | 43.           | kiesett     | kiesett     | kiesett     | kiesett  | kiesett  | kiesett  | kiesett  | kiesett  |
| Tegegne Bezabeh                                                 | 400 m           | 45,88         | 1.            | 6.            | 45,97       | 3.          | 7.          | 45,98    | 6.       | 9.       | kiesett  | kiesett  |
| Mulugetta Tadesse                                               | 400 m           | 46,38         | 3.            | 22.           | 46,85       | 5.          | 27.         | kiesett  | kiesett  | kiesett  | kiesett  | kiesett  |
| Mulugetta Tadesse                                               | 800 m           | 1:47,10       | 1.            | 3.            |             |             |             | 1:48,9   | 7.       | 13.*     | kiesett  | kiesett  |
| Shibrou Regassa                                                 | 800 m           | 1:53,3        | 8.            | 50.           |             |             |             | kiesett  | kiesett  | kiesett  | kiesett  | kiesett  |
| Shibrou Regassa                                                 | 1500 m          | 3:43,6        | 1.            | 28.           |             |             |             | 3:41,9   | 4.       | 16.      | kiesett  | kiesett  |
| Hailu Ebba                                                      | 1500 m          | 3:41,6        | 1.            | 11.           |             |             |             | 3:43,7   | 10.      | 24.      | kiesett  | kiesett  |
| Tekle Fetinsa                                                   | 5000 m          | 13:50,4       | 9.            | 29.           |             |             |             |          |          |          | kiesett  | kiesett  |
| Tolossa Kotu                                                    | 5000 m          | 13:46,2       | 4.            | 29.           |             |             |             |          |          |          | kiesett  | kiesett  |
| Wohib Masresha                                                  | 10 000 m        | 28:28,02      | 7.            | 17.           |             |             |             |          |          |          | kiesett  | kiesett  |
| Tadesse Wolde-Medhin                                            | 10 000 m        | 28:45,4       | 9.            | 26.           |             |             |             |          |          |          | kiesett  | kiesett  |
| Miruts Yifter                                                   | 10 000 m        | 28:18,11      | 1.            | 8.            |             |             |             |          |          |          | 27:40,96 |          |
| Yohannes Mohamed                                                | 3000 m akadály  | 8:52,6        | 11.           | 42.           |             |             |             |          |          |          | kiesett  | kiesett  |
| Lengissa Bedane                                                 | Maraton         |               |               |               |             |             |             |          |          |          | 2:18:36  | 10.      |
| Demissie Wolde                                                  | Maraton         |               |               |               |             |             |             |          |          |          | 2:20:44  | 18.      |
| Mamo Wolde                                                      | Maraton         |               |               |               |             |             |             |          |          |          | 2:15:08  |          |
| Hunde Toure                                                     | 20 km gyaloglás |               |               |               |             |             |             |          |          |          | 1:43:11  | 20.      |
| Sisaye Feleke Solomon Belaye Kebede Bedasso Egzi Gebre-Gebre    | 4 × 100 m váltó | nem ért célba | nem ért célba | nem ért célba |             |             |             | kiesett  | kiesett  | kiesett  | kiesett  | kiesett  |
| Tegegne Bezabeh Shoangizaw Worku Ketema Benti Mulugetta Tadesse | 4 × 400 m váltó | 3:08,59       | 4.            | 15.           |             |             |             |          |          |          | kiesett  | kiesett  |

* - egy másik versenyzővel azonos időt ért el

** - két másik versenyzővel azonos időt ért el

## Kerékpározás

### Országúti kerékpározás
| Versenyző                                                                   | Versenyszám     | Idő              | Helyezés      |
| --------------------------------------------------------------------------- | --------------- | ---------------- | ------------- |
| Fisihasion Ghebreyesus                                                      | Mezőnyverseny   | nem ért célba    | nem ért célba |
| Rissom Gebre Meskei                                                         | Mezőnyverseny   | nem ért célba    | nem ért célba |
| Suleman Abdul Rahman                                                        | Mezőnyverseny   | nem ért célba    | nem ért célba |
| Tekeste Woldu                                                               | Mezőnyverseny   | 4:17:09 (+2:32)  | 53.           |
| Fisihasion Ghebreyesus Rissom Gebre Meskei Mehari Okubamicael Tekeste Woldu | Csapat időfutam | 2:28:39 (+17:22) | 28.           |

## Ökölvívás
| Versenyző            | Versenyszám  | Selejtező                               | 32-es főtábla                | Nyolcaddöntő             | Negyeddöntő             | Elődöntő          | Döntő             | Helyezés |
| Versenyző            | Versenyszám  | Ellenfél Eredmény                       | Ellenfél Eredmény            | Ellenfél Eredmény        | Ellenfél Eredmény       | Ellenfél Eredmény | Ellenfél Eredmény | Helyezés |
| -------------------- | ------------ | --------------------------------------- | ---------------------------- | ------------------------ | ----------------------- | ----------------- | ----------------- | -------- |
| Chanyalew Haile      | Papírsúly    |                                         | Timothy Feruka (ZAM) · KO    | Shekie Kongo (MAW) · RSC | Ralph Evans (GBR) · 0-5 | kiesett           | kiesett           | 5.       |
| Ayele Mohamed        | Harmatsúly   | Ko Szenggun (Go Saeng-geun) (KOR) · RSC | kiesett                      | kiesett                  | kiesett                 | kiesett           | kiesett           | 33.      |
| Lema Yemane          | Pehelysúly   | Ángelosz Theotokátosz (GRE) · 0-5       | kiesett                      | kiesett                  | kiesett                 | kiesett           | kiesett           | 33.      |
| Girmaye Gabre        | Könnyűsúly   | erőnyerő                                | Samuel Mbugua (KEN) · 0-5    | kiesett                  | kiesett                 | kiesett           | kiesett           | 17.      |
| Fekrou Gabreselassie | Kisváltósúly |                                         | Sinohara Kjódzsi (JPN) · 0-5 | kiesett                  | kiesett                 | kiesett           | kiesett           | 17.      |
| Seifu Mekonnen       | Félnehézsúly |                                         | erőnyerő                     | Harald Skog (NOR) · 0-5  | kiesett                 | kiesett           | kiesett           | 9.       |